# Mapa religiós de Catalunya
El Mapa religiós de Catalunya és un projecte impulsat i finançat per la Direcció General d'Afers Religiosos de la Generalitat de Catalunya que té per objectiu identificar i conèixer amb profunditat les comunitats religioses i els llocs de culte de totes les confessions presents a Catalunya.
La Direcció General d'Afers Religiosos presenta l'actualització del Mapa religiós de Catalunya, que recull amb dades de 2014 les xifres en l'àmbit comarcal sobre els llocs on es fa culte habitualment. L'estudi comptabilitza un total de 8.061 centres arreu del territori català, corresponents a 13 confessions religioses.
Aquesta actualització és la cinquena edició del Mapa religiós de Catalunya, iniciativa que comença l'any 2001, quan la Secretaria de Relacions amb les Confessions Religioses de la Generalitat de Catalunya (avui Direcció General d'Afers Religiosos) va encarregar al grup de recerca ISOR (Investigacions en Sociologia de la Religió), de la Universitat Autònoma de Barcelona, el disseny d'un mapa de minories religioses. Des d'aleshores, s'han dut a terme diverses actualitzacions per obtenir la informació de tots els llocs de culte que tenen activitat a Catalunya. La informació referent a l'Església catòlica va ser proporcionada per darrer cop l'any 2013, de la mà de les diòcesis amb seu a Catalunya, que van sumar tots els centres de culte catòlics, fossin o no d'ús habitual.
La informació del Mapa religiós es concreta en un estudi que incorpora, per una banda, informació quantitativa amb el recull de dades específiques sobre cada centre religiós establert a Catalunya, i, per altra banda, informació qualitativa recollida a partir de les entrevistes a trenta informants clau que aporten la seva visió i percepció sobre l'estat i l'evolució del Mapa religiós de Catalunya. Tot plegat amb la voluntat de conèixer amb profunditat les comunitats religioses presents a Catalunya i oferir un retrat rigorós sobre el Mapa religiós català.

## Evolució
La composició del Mapa religiós de Catalunya i la seva evolució mostra que l'Església catòlica segueix sent àmpliament majoritària a Catalunya, amb més del 83% dels centres de culte. Durant els anys de dictadura franquista, el vincle entre l'Església catòlica i l'Estat era molt fort. Formalment hi havia establerta una relació en què el poder polític i el poder religiós estaven vinculats: l'Estat era catòlic i l'Església tenia el monopoli en la transmissió de les creences i els valors de la societat.
Però la religió no s'acabava amb l'Església catòlica. I menys a Catalunya. Durant el segle xix i les primeres dècades del segle xx, les esglésies protestants catalanes esdevenien nuclis de referència a l'Estat, i hi tenien centres educatius, un hospital i diverses associacions bíbliques. El 1918, els jueus establien la primera sinagoga i, posteriorment, una escola confessional. I, més endavant, grups bahá’ís, Testimonis Cristians de Jehovà i després altres esglésies mil·lenaristes, com ara l'Església de Jesucrist dels Sants dels Darrers Dies, s'instal·laren també al país. Budistes, hinduistes, ortodoxos i musulmans començaren a obrir, durant la segona meitat del segle xx, els seus centres de culte. Catalunya esdevenia plural. És a partir dels anys noranta, amb l'augment dels fluxos migratoris, quan el mapa religiós català pren encara més embranzida en la quantitat i la varietat dels seus components.
Així, aquell lligam que s'havia imaginat que hi havia entre modernitat i secularització quedava relegat a un segon terme. La modernització d'una societat no implica, de facto, la desaparició de la religió. En tot cas, la modernització d'una societat genera pluralisme.

## Evolució per religions
Catalunya compta amb 1.360 llocs de culte no catòlics. Alguns dels trets principals d'aquests mosaic són els següents:
(a) La majoria de llocs de culte no catòlics que hi ha a Catalunya pertanyen a les esglésies evangèliques (725). Es tracta de la tradició religiosa que ha tingut un creixement més destacat en les dues darreres dècades, i és la confessió que ha creat més llocs de culte durant tots aquests anys. Actualment, el protestantisme engloba un ampli ventall de denominacions, esglésies i organitzacions que configuren un panorama divers, heterogeni i fragmentat.
(b) L'islam és la tercera confessió més representada al país, amb un total de 256 oratoris. Queda, per tant, molt lluny de les esglésies evangèliques. L'any 1974 s'obre el primer oratori islàmic, però no és fins a les dècades dels vuitanta i noranta que la creació d'oratoris islàmics es consolida definitivament a Catalunya i pren un relleu especial entre la resta de religions presents al país.
(c) Els Testimonis Cristians de Jehovà, amb 118 sales del regne, se situen en la quarta posició entre les confessions religioses amb més presència a Catalunya. La primera sala del regne que es va fundar a Catalunya va ser l'any 1973, a Barcelona. Des d'aleshores, l'expansió dels Testimonis Cristians de Jehovà va ser trepidant i constant fins al final dels anys noranta, quan el ritme de creixement es moderà.
(d) A una certa distància dels Testimonis Cristians de Jehovà hi ha els 68 centres budistes. Les comunitats budistes, així com les hinduistes, inicien la seva història a Catalunya de la mà d'alguns catalans que se senten atrets per les pràctiques orientals, i en l'actualitat estan acollint cada vegada més simpatitzants.
(e) Les esglésies orientals compten amb 55 espais de culte, majoritàriament capelles cedides per l'Església catòlica durant unes hores. Les esglésies orientals es van implantar a Catalunya al començament del segle XX arran d'una petita comunitat grega que va decidir crear, a banda d'un punt de trobada cultural, una comunitat religiosa, l'Església Ortodoxa Grega, situada a Barcelona. A la mateixa ciutat, a la dècada dels seixanta, un grup de catalans interessats en els rituals ortodoxos donaven vida a una església ortodoxa catalana que actualment està sota la jurisdicció del patriarcat de Sèrbia.
(f) Es recompten 27 centres hinduistes. Els primers petits grups de persones que simpatitzaven amb l'hinduisme es van formar a Catalunya als anys setanta. En general, eren joves vinculats al moviment hippy que, en alguns casos, havien viatjat a l'Índia amb la voluntat de conèixer una mica més la tradició hinduista. Noves comunitats, de tarannà molt divers, s'han anat creant els darrers anys.
(g) L'Església Adventista del Setè Dia compta amb 24 esglésies. Va arribar a Catalunya de la mà de tres joves missioners procedents de Califòrnia l'any 1903. Però no va ser fins a l'any 1940 que va obrir la seva primera església al país. Des d'aleshores, primer de manera més prudent i després, al final dels anys setanta i durant la dècada del 2000, de manera més consolidada, l'organització va anar obrint nous llocs de culte.
(h) L'Església de Jesucrist dels Sants dels Darrers Dies compta amb 15 esglésies. Es va implantar a Catalunya setanta anys després de l'Església Adventista, també de la mà d'un grup de missioners, en aquest cas implantat primer a Madrid.
(i) Per ordre quantitatiu, segueix l'Església de Jesucrist dels Sants dels Darrers Dies el sikhisme, amb 10 gurdwares. El sikhisme arriba a Catalunya a finals dels anys vuitanta, quan petits grups de persones sikhs es troben en domicilis particulars. És a la dècada dels noranta quan augmenta el nombre d'immigrants procedent del Panjab indi i, així, s'obre el primer temple sikh al país, que s'ubica a Barcelona.
(j) La Fe bahá’í té 9 punts de reunió. És a Catalunya des de l'any 1949, aproximadament, quan es va constituir el primer grup de trobada a Barcelona. Dos anys més tard, iniciava un nou grup de trobada a Terrassa.
(k) El taoisme compta amb 6 centres i va començar a consolidar la seva trajectòria a Catalunya l'any 1979. El primer centre taoista té la singularitat d'haver estat creat per un capellà catòlic xinès. La resta de centres es van obrir després de l'any 2000.
(l) El judaisme té 4 centres ubicats a Catalunya. La comunitat jueva és present a Catalunya des de l'època medieval, però durant un interval de temps, després de l'expulsió dels jueus de Catalunya, aquesta presència deixa d'existir, almenys de manera visible. No és fins a començament del segle XX que els jueus tornen a ocupar un lloc públic amb la creació de la sinagoga de la Comunitat Israelita de Barcelona.
(m) A banda de les confessions esmentades, hi ha 43 llocs de culte més que no pertanyen a cap d'aquestes religions. Es tracta de centres de culte que tenen particularitats doctrinals que no els permeten identificar-se amb cap de les confessions majoritàries i que són molt minoritaris a Catalunya.

## Conclusions
El mapa religiós català s'ha transformat profundament les darreres dècades; es tracta d'un mapa dinàmic i canviant que, tanmateix, ens permet apuntar algunes conclusions. Són les següents:
a) La diversitat religiosa té una llarga trajectòria a Catalunya, però no ha estat fins als darrers anys que ha començat a viure una situació tímidament normalitzada.
Tot i que algunes de les esglésies evangèliques que hi ha avui a Catalunya tenen més de cent anys d'història, cal tenir en compte que tant aquestes com altres comunitats (jueves, de Testimonis Cristians de Jehovà o de l'Església Adventista del Setè Dia, per exemple) van haver de viure en clandestinitat durant el temps de la dictadura i esperar fins a l'arribada de la democràcia per poder veure reconeguts els seus drets. Tot i així, encara avui dia moltes comunitats reclamen la possibilitat d'exercir plenament els drets recollits en diferents normatives, com ara la Llei orgànica de llibertat religiosa o els acords del 1992 establerts amb algunes confessions minoritàries.
b) El creixement de la immigració ha propiciat l'augment de la diversitat religiosa a Catalunya durant les dues darreres dècades, però s'han produït també conversions de persones autòctones.
L'increment substancial de centres de culte es deu principalment al creixement de les persones provinents d'Amèrica Llatina, el continent africà, Àsia i Europa de l'Est. Així, les mesquites islàmiques, els gurdwares sikhs o les esglésies ortodoxes es componen gairebé exclusivament de persones amb un bagatge migratori. Les esglésies evangèliques o els centres hinduistes, en canvi, deuen el seu creixement simultàniament a les migracions internacionals i a la presència de conversos a les seves comunitats. Finalment, en determinades confessions, com passa en el cas del budisme, el creixement més significatiu s'ha produït per l'augment de les conversions de persones autòctones.
c) El mapa de la diversitat religiosa a Catalunya està en procés d'institucionalització, però amb certes dificultats de visibilització.
El procés d'institucionalització es fa palès en l'arquitectura dels llocs de culte, que es caracteritza, en gran manera, per fer-los invisibles a l'esfera pública: naus industrials, pisos discrets o locals comercials. El recel de la ciutadania vers l'obertura de centres de determinades confessions, unit a les dificultats econòmiques de la majoria de comunitats, fan que la diversitat religiosa sigui majoritàriament invisible en el paisatge arquitectònic català.
d) Els centres de culte tenen un paper clau com a espais de sociabilitat en el marc de les confessions minoritàries.
La importància dels llocs de culte pren més rellevància en les comunitats compostes per minories culturals i/o nacionals, ja que en aquests casos esdevenen també espais de socialització de les segones generacions i punts de trobada entre els immigrants d'un mateix país o regió. L'ensenyament de la llengua del país d'origen, la celebració de les festivitats nacionals o les campanyes de solidaritat amb el país de procedència són algunes de les qüestions que vinculen el centre de culte amb el país d'origen i el converteix en un espai de relació transnacional.
e) Els centres de culte són sovint impulsors d'una intensa tasca social.
És freqüent que els llocs de culte duguin a terme una tasca social adreçada a la població en general, si bé també hi ha la possibilitat que aquesta activitat es dirigeixi exclusivament als membres de la comunitat. En alguns casos, les confessions minoritàries han impulsat la institucionalització d'ONG o entitats no lucratives que vehiculen l'ajuda social de la comunitat religiosa i funcionen de manera independent al centre de culte. També s'han posat en marxa projectes de cooperació en països del sud, o es duen a terme projectes que vinculen les entitats confessionals amb organitzacions aconfessionals, com ara el Banc d'Aliments, i entitats del barri on està ubicat el lloc de culte.
f) Hi ha hagut un augment de les relacions interreligioses entre comunitats en els darrers deu anys.
Una de les línies de treball de les comunitats religioses que destaca pel seu augment és el diàleg interreligiós, que ha esdevingut un motor per a l'establiment de xarxes entre membres de confessions diverses a escala local. En aquest increment, hi han tingut un paper clau diverses entitats, com la desapareguda UnescoCat i l'Associació Unesco per al Diàleg Interreligiós. En moltes ocasions, a més, aquest diàleg interreligiós ha comptat amb la complicitat de les administracions locals i de la Generalitat de Catalunya, amb la qual cosa el diàleg interreligiós ha guanyat prestigi i presència. Destaca, també, el paper que té el Grup de Treball Estable de Religions (GTER) en potenciar el diàleg entre els líders de les confessions religioses.